# Dänischer Film
Dänische Filme werden seit 1897 produziert und seit den 1980er Jahren werden regelmäßig Neuerscheinungen ausgestrahlt, die häufig zum größten Teil vom Dänischen Filminstitut (Det Danske Filminstitut) finanziert wurden. Dänische Filme zeichnen sich durch Realismus, religiöse und moralische Themen, sexuelle Offenheit und technische Innovation aus.
Bekannte dänische Filmemacher sind Benjamin Christensen, Carl Theodor Dreyer, Erik Balling, Gabriel Axel, Bille August, Ole Bornedal, Lars von Trier, Anders Thomas Jensen, Susanne Bier und Nicolas Winding Refn.

## Geschichte

### Anfänge
Der erste Däne, der einen Film produziert hat, war der Fotograf Peter Elfelt. Zwischen 1896 und 1912 produzierte er ca. 200 Dokumentationen über das Leben in Dänemark. Sein erster Film trug den Titel Kørsel med Grønlandske Hunde. Des Weiteren produzierte er den ersten Spielfilm: Henrettelsen (Die Hinrichtung, 1903). Die erste öffentliche Vorführung von Filmen in Dänemark fand im Juni 1896 im Vergnügungsetablissement Panorama auf dem Rathausplatz in Kopenhagen statt. Diese stammten aber aus dem Ausland und waren alle ungefähr eine Minute lang.

### Das Goldene Zeitalter
„Obwohl die Dänen nur für einen kleinen Markt in Dänemark selbst produzierten und die Ressourcen limitiert waren, galt Dänemark von 1904–1914 als Europas Zentrum des Films. Die dort produzierten Filme konkurrierten mit Hollywood auf den Leinwänden in Paris, London, Berlin und New York um die Gunst der Zuschauer.“

1906 gründete der Kinobesitzer Ole Olsen die erste dänische Produktionsfirma, die Nordisk Film Kompagni. Sie ist heute die älteste noch bestehende Produktionsfirma der Welt. Der Export von Kurzfilmen machte zu Beginn den Großteil des Gewinnes der Firma aus. Trotz des Erfolges hatte Ole Olsen bis 1909 eine Monopolstellung inne, erst 1910 war die Anzahl der Film-Produktionsfirmen auf 10 angewachsen. Im Frühling desselben Jahres begann die Nordisk Film Kompagni mit der Produktion von Spielfilmen, inspiriert durch den Film Den hvide Slavehandel (1910) der Århus Fotorama Kompagni, der der erste dänische Film mit einer Laufzeit von mehr als 30 Minuten war und auf mehreren Filmrollen aufgezeichnet war.
Mit der ansteigenden Länge der Filme begannen auch die künstlerischen Fähigkeiten wichtiger zu werden. Mit Afgrunden (1910) gelang es Asta Nielsen, Europas erster weiblicher Film-Star zu werden. Der Film war ein erotisches Melodrama, das zum bevorzugten Genre im dänischen Kino wurde. 1911 hatte sich die Nordisk Film unter dem neuen leitenden Produzenten als erste große europäische Firma auf Vollzeit-Spielfilme spezialisiert, die im Ausland gewinnbringend verkauft werden konnten, da das Publikum sich durch die Technik- und Bildqualität beeindruckt zeigte. Beim Export musste aber darauf geachtet werden, die erotischen Elemente abzuschwächen, damit die Zuschauer aus der Arbeiterklasse nicht abgeschreckt würden. Mit Atlantis von August Blom veröffentlichte die Firma den ersten Spielfilm mit heute gewöhnlicher Laufzeit. Er feierte am 20. Dezember 1913 Premiere in Deutschland.
Nach 1913 verlor der dänische Film allmählich seine Spitzenposition in der Filmindustrie, da ausländische Firmen auf dem Gebiet der Spielfilme nachzogen. Ein weiterer Grund war das Ausbleiben frischer Ideen und fehlende Risikobereitschaft der dänischen Regisseure, etwas Neues zu wagen. Benjamin Christensen hatte noch großen Erfolg mit seinem Agenten-Film Det hemmelighedsfulde X (Das geheimnisvolle X, 1914) und dem Kriminal-Drama Hævnens Nat (Rache, 1916), die beide wichtige Werke in der Geschichte des dänischen Films darstellen.

### 1920er bis 1940er Jahre
Während des Ersten Weltkriegs nahm die USA die Spitzenposition in der Filmproduktion ein, woraufhin die dänischen Exporte sanken. Der dänische Filmemacher Carl Theodor Dreyer machte als Regisseur für Nordisk Film auf sich aufmerksam. Er filmte das Drama Præsidenten (Der Präsident, 1919), gefolgt vom ambitionierten Blade af Satans Bog (Blätter aus dem Buche Satans, 1921), thematisch und technisch inspiriert vom Amerikaner D.W. Griffith und seinem Intolerance (1916). Trotzdem blieben Dreyer und Benjamin Christensen unabhängig von den einflussreichen dänischen Produktionsfirmen. Generell musste sich der dänische Film in den 1920er Jahren mit einem Rückgang konfrontiert sehen, was insbesondere an den technischen Fähigkeiten der Filmemacher lag. Als einzige Ausnahmen sind erstens A. W. Sandberg hervorzuheben, der sogenannte Dickens Filme drehte, und zweitens die Geschichten vom Landstreicherduo Pat & Patachon hervorzuheben. Letztere stellen das skandinavische Pendant zu Laurel und Hardy („Dick und Doof“) dar. Trotz diesem auch internationalen Erfolg des Nordisk-Film-Konkurrenten Palladium war der dänische Film Ende der 1920er Jahre unbedeutend geworden.
1929 begann die Nordisk Film Kompagni als erste Firma, Tonfilme zu produzieren. Præsten i Vejlby (Der Pastor von Vejlby, 1931) war der erste dänische Tonfilm und brachte die Nordisk Film zurück an die Spitze der dänischen Produktionsfirmen. In den 1930er Jahren wurden größtenteils leichte Komödien gedreht, das Genre „folkekomedie“ (Volkskomödie) war geboren (z. B. Barken Margrethe, 1934). Die Depression und die wirtschaftlichen Umstände verhinderten ernsthaftere Unternehmungen in der Filmwirtschaft. Durch den Siegeszug des Tonfilms setzte auch die Sprache dem Export des dänischen Films ein großes Hindernis vor. Viele populäre Stars wie Marguerite Viby, Ib Schønberg und Peter Malberg hatten zu dieser Zeit ihren Durchbruch, doch trotz finanziellem Erfolg entwickelte sich das Medium nicht weiter.
Die Besatzung Dänemarks im Zweiten Weltkrieg durch Deutschland von 1940 bis 1945 bot optimale Voraussetzungen um ernstere Filme zu produzieren. Bodil Ipsen schuf mit En herre i kjole og hvidt (engl. A Gentleman in Top Hat and Tails, 1942) und Mordets melodi (engl. Murder Melody, 1944) eine romantische Komödie und einen Psychothriller von internationalem Format. Die dänischen Filme dieser Zeit weisen generell Parallelen zum amerikanischen Film noir auf. Doch auch das Genre Komödie erlebte speziell durch Johan Jacobson, einem Schüler Ernst Lubitschs, eine Verbesserung. Die ersten Jahre nach dem Krieg zeichneten sich ebenfalls durch ein ansteigendes Niveau aus, Regisseure wie das Paar Henning-Jensen und Ole Palsbo verfolgten dabei eine soziale/realistische Linie. Doch nach einigen Jahren produzierte man wie vor dem Krieg größtenteils sentimentale Komödien und unkomplizierte, regionale Filme.

### 1950er bis 1970er Jahre
Eine große Bandbreite an Familienkomödien („Lystspil“) und „folkekomedier“ (Volkskomödien) entstanden von 1950 bis in die späten 1970er Jahre. Während dieser Zeit wurden viele dänische Stars etabliert, wie Dirch Passer, Ove Sprogøe und der Regisseur Erik Balling. Nennenswerte Filme aus dieser Zeit sind De røde heste (engl. The Red Horses, 1950), Far til fire (Vater und seine Vier, 1953), Kispus (1956, erster dänische Farbfilm), Støv på hjernen (1961), Sommer i Tyrol (1964), Passer passer piger (1965), die Olsen Banden-Serie (1968–1981) und Erik Ballings TV-Sitcom Oh, diese Mieter (Huset på Christianshavn, 1970–1977).
Die 1960er Jahre brachten dem dänischen Kino mehr Erotik mit Filmen wie Halløj i himmelsengen (Erik Balling, 1965), Sytten (Annelise Meinecke, 1965), Jeg – en kvinde (Mac Ahlberg, 1965) und Uden en trævl (Annelise Meinecke, 1968), von denen einige auch internationalen Erfolg feierten. So war es auch nicht verwunderlich, dass Dänemark 1969 als erstes Land Pornografie erlaubte. So waren in den 1970er Jahren ein Großteil der dänischen Filme sexuell-orientiert und Mainstream-Spielfilme mit Mainstream-Darstellern enthielten oft Soft- oder Hardcore-Pornografie, beispielsweise Mazurka på sengekanten (John Hilbard, 1970) und I Jomfruens tegn (Finn Karlsson, 1973) und ihre Fortsetzungen, die die achtteilige Sengekantsfilm (Bettkantenfilme) und sechsteilige Stjernetegnsfilm (Sternzeichenfilme) Serien bildeten.

„1970–74 waren ungefähr ein Drittel der dänischen Spielfilme pornografisch, gefolgt von einem plötzlichen Absturz.“

1972 wurde Det Danske Filminstitut (DFI) gegründet, das zur Aufgabe hatte, ausgewählte Projekte mit staatlichen Zuschüssen zu fördern. Dadurch konnte der dänische Staat fast komplett die dänische Filmproduktion kontrollieren, was als Segen, aber auch als Fluch gesehen wurde.
Mit La' os være (Lasst uns machen, von Ernst Johansen & Lasse Nielsen, 1975), stieß der unabhängige Produzent Steen Herdel eine Welle von erfolgreichen Teenie-Dramen los, beispielsweise Måske ku' vi (engl. Could We Maybe, von Morten Arnfred, 1976), Du er ikke alene (engl. You Are Not Alone, von Ernst Johansen & Lasse Nielsen, 1978), Mig og Charly (engl. Me and Charly, von Morten Arnfred & Henning Kristiansen, 1978) und Vil du se min smukke navle? (Willst du meinen hübschen Bauchnabel sehen?, von Søren Kragh-Jacobsen, 1978), alle produziert von Steen Herdel.
Erik Balling führte bei der noch heute bekannten TV-Serie Die Leute von Korsbaek (Die Leute von Korsbaek) Regie, die von 1978 bis 1982 lief.

### Die 1980er Jahre
Zu Beginn der 1980er Jahre war die dänische Filmindustrie komplett abhängig von der staatlichen Förderung durch Det Dankse Filminstitut. Ein Projekt wurde normalerweise nur durchgeführt, wenn das Drehbuch, der Regisseur, die Cast etc. durch das Dänische Filminstitut genehmigt worden war. Dadurch war die Filmproduktion in Dänemark staatlich kontrolliert.
1983 schloss Lars von Trier die dänische Filmhochschule („Den Danske Filmskole“) ab und erreichte internationale Aufmerksamkeit durch die Filme The Element of Crime (1984) und Epidemic (1987). Seine außergewöhnlichen, innovativen Ideen wurden vom Dänischen Filminstitut ignoriert und brachte ihm nur geringe Zuschauerzahlen in Dänemark. Bei den Filmfestspielen in Cannes konnte er viel Lob und einige Preise mit nach Hause nehmen.
Das homosexuelle Teenie-Drama Venner for altid (Für immer Freunde, 1987) von Stefan Henszelman (1960–1991) erlangt ebenfalls internationalen Erfolg und gewann den Zuschauerpreis als bester Spielfilm beim San Francisco International Lesbian & Gay Film Festival.
In den späten 1980er Jahren erlebte der dänische Film einen starken Schub, als Babettes Fest von Gabriel Axel 1987 den Academy Award als bester fremdsprachiger Film gewann und im nächsten Jahr der gleiche Preis an Bille August und seinen Film Pelle, der Eroberer ging.
In den späten 1980er Jahren beendete Mikael Salomon seine lange Karriere im dänischen Film und wurde einer der besten Kameramänner, später ein Emmy-Gewinner und TV-Regisseur.
In den 1980er und 1990er Jahren schlossen einige bekannte Regisseure die Dänische Filmhochschule ab, unter ihnen Lone Scherfig, Thomas Vinterberg, Susanne Bier und Per Fly.

### Die 1990er Jahre

#### Lars von Trier

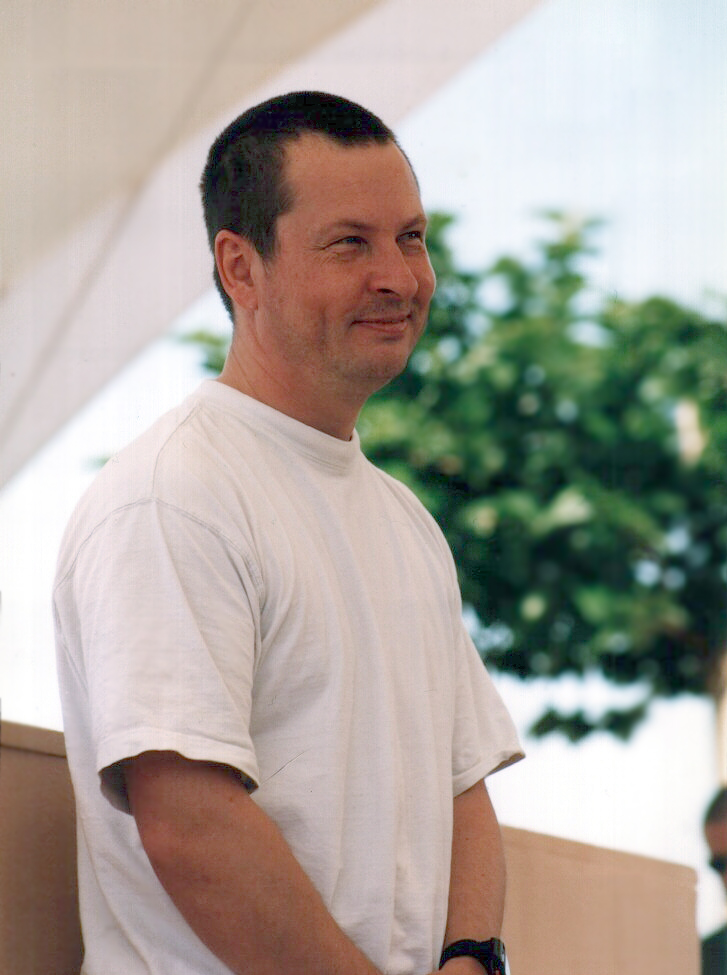
Lars von Trier

Der dänische Film der 1990er Jahre wurde von Lars von Trier dominiert. Seine Filme Europa, Breaking the Waves, Idioten, und Dancer in the Dark erregten großes internationales Aufsehen und wurden für eine Vielzahl von Auszeichnungen nominiert.
Das von ihm mitbegründete Dogma-95-Kollektiv wurde innerhalb der Filmwelt bekannt durch die strengen „Schlichtheitskonventionen“, die einen Filmemacher dazu auffordern, sich auf die Reinheit der Geschichte und die Performance der Darsteller zu konzentrieren und auf Special-Effects und ähnliche Mittel weitestgehend zu verzichten.
Der erste nach den „Dogma 95“-Vorgaben gedrehte Film war Das Fest von Thomas Vinterberg, das vielfach ausgezeichnet wurde und von der Los Angeles Film Critics Association und dem New York Film Critics Circle als bester fremdsprachiger Film des Jahres ausgezeichnet wurde.
Teil des „Dogma-95“-Kollektivs waren von Trier, Vinterberg, Kristian Levring und Søren Kragh-Jacobsen. Aber auch nicht-dänische Filmemacher experimentierten mit den strengen Regeln. Lars von Triers eigener Dogma-Film Idioten (1998) legte den Grundstein für einen eigenständigen Zweig von Filmen mit unsimuliertem Sex.
Lars von Trier schrieb ebenfalls Geschichte, indem er mit seiner Firma Zentropa als erstes Mainstream-Filmunternehmen Hardcore-Pornos produzierte. Drei dieser Filme, Constance (1998), Hinter Gittern gevögelt (1999) und All About Anna (2005), waren speziell auf weibliche Zuschauer zugeschnitten. Sie hatten großen Erfolg in Europa und waren direkt für die Legalisierung von Pornografie in Norwegen im März 2006 verantwortlich.

„Auch Frauen gucken gern Menschen beim Sex zu. Was sie nicht mögen, sind endlose Nahaufnahmen von rammelnden Körperteilen ohne Geschichte dahinter. Lars von Trier kapierte das als Erster und produzierte qualitativ hochwertige Frauenpornos.“

### Das 21. Jahrhundert
Eine Trilogie von Per Fly, Bænken (Die Bank, 2000), Das Erbe (2003) sowie Drabet (Totschlag – Im Teufelskreis der Gewalt, 2005), zeigen Dänemarks drei getrennte soziale Klassen und bekam internationales Lob.
Die Arbeiten von Susanne Bier, besonders Brothers – Zwischen Brüdern (2004) und Nach der Hochzeit (2006), präsentierten der Welt dänische Schauspieler wie Mads Mikkelsen, Ulrich Thomsen und Nikolaj Lie Kaas. Nach der Hochzeit war als bester fremdsprachiger Film bei den Academy Awards (Oscars) nominiert.
Anders Thomas Jensen wurde zuerst als Oscar-Gewinner als Drehbuchautor und Regisseur für drei Kurzfilme Ernst und das Licht (1996), Wolfgang (1997) und Wahlnacht (1998), dann als Drehbuchautor für Spielfilme wie Mifune – Dogma III (1999), Für immer und ewig (2002), Wilbur Wants to Kill Himself (2002), Stealing Rembrandt – Klauen für Anfänger (2003) und Brothers – Zwischen Brüdern (2004); schließlich als Regisseur für schwarze Komödien wie Dänische Delikatessen (2003) und Adams Äpfel (2005).
Andere nennenswerte Regisseure des 21. Jahrhunderts sind Nikolaj Arcel, Christoffer Boe, Lone Scherfig, Niels Arden Oplev, Nicolas Winding Refn, Ole Christian Madsen, Annette K. Olesen und Christian E. Christiansen.
Das erste Jahrzehnt des 21. Jahrhunderts stellte einige dänische Filmemacher vor Probleme: Während Lars von Triers Dogville (2003) mit Nicole Kidman in der Hauptrolle ein Erfolg wurde, ignorierte das Publikum die Fortsetzung Manderlay (2005) fast völlig.
Thomas Vinterberg floppte mit zwei englischsprachigen Filmen: It’s All About Love (2003) und Dear Wendy (2005). Danach versuchte er mit einer Rückkehr zur dänischen Sprache einen neuen Versuch: En mand kommer hjem (Ein Mann kommt nach Hause, 2007), der mit nur 28.472 verkauften Karten unter allen Erwartungen blieb.
Die dänische Finanzzeitung Børsen stellte am 19. September 2007 fest: „1990'ernes filmfest er forbi“ (Das Filmfest der 1990er Jahre ist vorbei).
Viele sahen in einem Wechsel der Spitze im Dänischen Film-Institut als einzige Lösung für eine Erneuerung, andere leugneten jegliche Krise. Die Tageszeitung Jyllands-Posten zog als Fazit der Situation: „krise i en opgangstid“ (Krise in einer Zeit des Aufschwungs). Denn 2008 wurden an den dänischen Kinokassen vier Mio. Karten verkauft, das beste Ergebnis seit 1981, aber nur ein Bruchteil entfiel auf die dänischen Filme.
Der dänische Film ist heute trotzdem international respektiert und dänische Filme, hauptsächlich sozial-realistische Dramen bzw. Komödien, Kinderfilme und Dokumentationen, gewinnen weiterhin internationale Preise.

## Dänische Western
Als „Dänische Western“ werden in Dänemark produzierte Western bezeichnet, die im Dänischen auch Kartoffelwestern genannt werden. Der analog zu den italienischen „Spaghettiwestern“ entstandene Neologismus Kartoffelwestern, Westernfilme, die anfangs häufig im Stil einer dänischen Komödie gehalten waren, tauchten erstmals im Zuge der Veröffentlichung des Eurowesterns Præriens skrappe drenge im Jahr 1970 auf, unter anderem schrieb die dänische Zeitung Berlingske Tidende am 7. August 1970 über „De nye danske kartoffel-westerns“ (Die neuen dänischen Kartoffel-Western).
Die folgende Liste enthält ein chronologisches Verzeichnis von dänischen Western:
| Liste dänischer Western | Liste dänischer Western                                        | Liste dänischer Western                                                      | Liste dänischer Western                                                      | Liste dänischer Western | Liste dänischer Western                                                      | Liste dänischer Western                                                                                   |
| Produktions- jahr       | Filmtitel                                                      | Handlung                                                                     | Handlung                                                                     | Handlung | Handlung                                                                     | Anmerkungen                                                                                               |
| Produktions- jahr       | Filmtitel                                                      | Länge                                                                        | Regisseur                                                                    | Schauspieler | Produzent/ Produktionsfirma                                                  | Anmerkungen                                                                                               |
| ----------------------- | -------------------------------------------------------------- | ---------------------------------------------------------------------------- | ---------------------------------------------------------------------------- | --- | ---------------------------------------------------------------------------- | --- |
| 1970                    | Præriens skrappe drenge (OT) (dt. Vier tolle Jungs der Prärie) | Streit um eine Goldader, die in einer Massenschlägerei endet                 | Streit um eine Goldader, die in einer Massenschlägerei endet                 | Streit um eine Goldader, die in einer Massenschlägerei endet | Streit um eine Goldader, die in einer Massenschlägerei endet                 | Westernkomödie, Klamauk und Parodie auf den Italowestern                                                  |
| 1970                    | Præriens skrappe drenge (OT) (dt. Vier tolle Jungs der Prärie) | 99 min                                                                       | Carl Ottosen                                                                 | Dirch Passer, Paul Hagen, Preben Kaas, Willy Rathnov, Karl Stegger, Sisse Reingaard, Jesper Kelin, Miskow Makwarth, Lone Lau, Eva Danné | Henrik Sandberg Merry Film                                                   | Westernkomödie, Klamauk und Parodie auf den Italowestern                                                  |
| 1971                    | Guld til præriens skrappe drenge (OT)                          | Aufregung um einen Goldtransport, die in einem Faustkampf endet              | Aufregung um einen Goldtransport, die in einem Faustkampf endet              | Aufregung um einen Goldtransport, die in einem Faustkampf endet | Aufregung um einen Goldtransport, die in einem Faustkampf endet              | Westernkomödie, Fortsetzung von Præriens skrappe drenge                                                   |
| 1971                    | Guld til præriens skrappe drenge (OT)                          | 107 min                                                                      | Finn Karlsson                                                                | Dirch Passer, Willy Rathnov, Paul Hagen, Preben Kaas, Judy Gringer, Lykke Nielsen, Preben Mahrt, Carl Ottosen, Jesper Klein, Jørgen Kiil, Lars Lunøe | Henrik Sandberg Merry Film                                                   | Westernkomödie, Fortsetzung von Præriens skrappe drenge                                                   |
| 2012                    | Definitely Dead (OT)                                           | Geschichte um sowohl die Rivalität als auch Freundschaft zweier Saloon-Damen | Geschichte um sowohl die Rivalität als auch Freundschaft zweier Saloon-Damen | Geschichte um sowohl die Rivalität als auch Freundschaft zweier Saloon-Damen | Geschichte um sowohl die Rivalität als auch Freundschaft zweier Saloon-Damen | Kurzfilm, nominiert beim Action On Film International Film Festival 2012 in Monrovia (Los Angeles County) |
| 2012                    | Definitely Dead (OT)                                           | 18 min                                                                       | Jonas Kvist Jensen                                                           | Maja Muhlack, Katrine Beck Ibsen, Mads Koudal | Morten Hjorth Picturewise Film, LoneTower Visuals, Aarhus Filmværksted       | Kurzfilm, nominiert beim Action On Film International Film Festival 2012 in Monrovia (Los Angeles County) |
| 2014                    | The Salvation (OT)                                             | Tragische Geschichte eines Neuansiedlers aus Dänemark                        | Tragische Geschichte eines Neuansiedlers aus Dänemark                        | Tragische Geschichte eines Neuansiedlers aus Dänemark | Tragische Geschichte eines Neuansiedlers aus Dänemark                        | Western in Dänisch und Englisch, Produktionsländer: DK/UK/Südafrika                                       |
| 2014                    | The Salvation (OT)                                             | 89 min                                                                       | Kristian Levring                                                             | Mads Mikkelsen, Eva Green, Jeffrey Dean Morgan, Jonathan Pryce, Eric Cantona, Mikael Persbrandt, Douglas Henshall, Michael Raymond-James, Alexander Arnold, Nanna Øland Fabricius (Oh Land), Toke Lars Bjarke, Sean Cameron Michael, Langley Kirkwood, Robert Hobbs, Grant Swanby, Adam Neill, Carel Nel, Sivan Raphaely | Sisse Graum Jørgensen Zentropa                                               | Western in Dänisch und Englisch, Produktionsländer: DK/UK/Südafrika                                       |

## Det Danske Filminstitut
Der dänische Staat kontrolliert die Filmproduktion noch immer fast vollständig durch das Dänische Film-Institut (DFI). Dadurch können nur wenige innovative Ideen verwirklicht werden (Die Dogma-95-Bewegung stellte auch einen Widerstand gegen die DFI dar). Kritik wurde ebenfalls laut als Mikael Olsen, ein Mitarbeiter des DFI, 28 Millionen Dänische Kronen an Fördergeldern an seinen alten Schulfreund Peter Aalbæk Jensen gab und kurz darauf eine hohe Position innerhalb dessen Produktionsfirma einnahm.
Das Dänische Filminstitut hat trotzdem ein hohes Level der Professionalität erlangt, auch wenn das sich nur auf wenige Genres und Produktionsfirmen (Nordisk Film, Zentropa und Nimbus Film) auswirkt. Im Februar 2008 kaufte Nordisk Film die Zentropa zur Hälfte auf, die häufig mit Nimbus Film zusammen produziert. Damit werden die Subventionen größtenteils an einen Firmenverbund bezahlt, was jedoch nur auf wenig Kritik in Dänemark stößt.

## Nominierungen und Preise

### Dänische Filme, die für denCésaralsbester ausländischer Filmnominiert wurden
- 1997 – Breaking the Waves (Lars von Trier) (gewonnen)
- 1999 – Festen (Thomas Vinterberg)
- 2001 – Dancer in the Dark (Lars von Trier)

### Dänische Filme, die für den César alsbester europäischer Filmnominiert wurden
- 2004 – Dogville (Lars von Trier)

### Dänische Filme, die für den Academy Award als bester fremdsprachiger Film nominiert wurden
- 1956 – Qivitoq (Erik Balling)
- 1959 – Pao aus dem Dschungel (Astrid Henning-Jensen)
- 1961 – Harry und sein Kammerdiener (Bent Christensen)
- 1987 – Babettes Fest (Gabriel Axel) (gewonnen)
- 1988 – Pelle, der Eroberer (Bille August) (gewonnen)
- 1989 – Tanzen mit Regitze (Kaspar Rostrup)
- 2007 – Nach der Hochzeit (Susanne Bier)
- 2011 – In einer besseren Welt (Susanne Bier) (gewonnen)
- 2012 – Superclassico … meine Frau will heiraten! (Ole Christian Madsen) (Short-List)
- 2013 – Die Königin und der Leibarzt (Nikolaj Arcel)
- 2014 – Die Jagd (Thomas Vinterberg)
- 2016 – A War (Tobias Lindholm)
- 2017 – Unter dem Sand – Das Versprechen der Freiheit (Martin Zandvliet)
- 2018 – The Guilty (Gustav Möller) (Short-List)
- 2021 – Der Rausch (Thomas Vinterberg) (gewonnen)
- 2022 – Flee (Jonas Poher Rasmussen)
- 2023 – Holy Spider (Ali Abbasi) (Short-List)
- 2024 – Bastarden (Nikolaj Arcel) (Short-List)

### Dänische Filme, die für denEuropäischen Filmpreisnominiert wurden

#### Kategorie „Bester Film“
- 1988 – Pelle Erobreren (Bille August)
- 1996 – Breaking the Waves (Lars von Trier) (gewonnen)
- 1998 – Festen (Thomas Vinterberg)
- 1999 – Mifunes sidste sang (Søren Kragh-Jacobsen)
- 2000 – Dancer in the Dark (Lars von Trier) (gewonnen)
- 2001 – Italiensk for begyndere (Lone Scherfig)
- 2002 – Lilja 4-ever (Lukas Moodysson)
- 2003 – Dogville (Lars von Trier)
- 2004 – Ett hål i mitt hjärta (Lukas Moodysson)
- 2005 – Brødre (Susanne Bier)
- 2011 – Melancholia (Lars von Trier) (gewonnen)
- 2012 – Die Jagd (Thomas Vinterberg)

#### Kategorie „Beste Regie“
- 2003 – Lars von Trier, Dogville (gewonnen)
- 2005 – Susanne Bier, Brødre
- 2006 – Susanne Bier, Efter brylluppet
- 2011 – Susanne Bier, Hævnen (gewonnen)
- 2012 – Thomas Vinterberg, Die Jagd

### Sundance Film Festival Award
Am 30. Januar 2010 gewann Mads Brüggers Det Røde Kapel (2006) in Los Angeles beim Sundance Film Festival den World Cinema Prize für die beste Dokumentation. Der Film dreht sich um eine Theatergruppe, die Nordkorea besucht. Thematisch wird die Entwicklung eines totalitären Staates behandelt.